# 黄晨阳案
2020年8月4日，时年22岁的西交利物浦大学学生黄晨阳，在位于广西民族大学的家中将其父母黄贵普和陈丽琴杀害后，潜逃至柬埔寨。8月10日19时许，尸体被发现。8月17日，柬埔寨警方在金边的一家酒店将黄晨阳缉拿归案。2021年4月22日，南宁市人民检察院以故意杀人罪对黄晨阳审查逮捕。